# پرمنگنات کلسیم
پرمنگنات کلسیم (به انگلیسی: Calcium permanganate) با فرمول شیمیایی Ca(MnO۴)۲ یک ترکیب شیمیایی با شناسه پاب‌کم ۲۴۹۵۹ است. که جرم مولی آن 277.9493 g/mol می‌باشد. شکل ظاهری این ترکیب، کریستال بنفش آب شونده است.